# ولادیمیر فیرم
ولادیمیر فیرم (انگلیسی: Vladimir Firm؛ ۵ ژوئن ۱۹۲۳ – ۲۷ نوامبر ۱۹۹۶) بازیکن فوتبال اهل یوگسلاوی بود.
از باشگاه‌هایی که در آن بازی کرده‌است می‌توان به باشگاه فوتبال اف‌اس‌وی فرانکفورت، باشگاه فوتبال لوکوموتیو زاگرب، باشگاه فوتبال زاگرب، و باشگاه فوتبال پارتیزان اشاره کرد.
وی همچنین در تیم ملی فوتبال یوگسلاوی بازی کرده‌است.
وی در مسابقات کشوری و بین‌المللی در مجموع برندهٔ ۱ مدال نقره شده‌است.